# Lug (Pfalz)
Lug település Németországban, Rajna-vidék-Pfalz tartományban. Lakosainak száma 598 fő (2023. december 31.).

## Népesség
A település népességének változása:
| Lakosok száma | 627  | 616  | 587  | 578  | 606  | 606  | 598  |
|               | 1975 | 2014 | 2017 | 2019 | 2021 | 2022 | 2023 |